# Брагин, Василий Евграфович
Василий Евграфович Брагин (1847, Вязниковский уезд, Владимирская губерния — 20 июня 1920, Бродокалмак, Екатеринбургская губерния) — старообрядец, землевладелец из крестьян, предприниматель, меценат-благотворитель, депутат Государственной думы Российской империи I-го созыва от Пермской губернии.

## Биография
Василий Брагин родился в 1847 году; по данным Метрической книги Прокопьевской церкви Бродокалмакского села Шадринского уезда на 1875 годы он был из деревни Зименок Красносельской волости Вязниковского уезда Владимирской губернии (был восприемником при крещении Павла, сына Гавриила Леонтьева Безбородова 2 ноября 1875 года, ОГАЧО ф. И-226, оп. 9, д. 15, л. 458 об.), ныне территория волости входит в Гороховецкий район Владимирской области. Русский, старообрядец. Получил домашнее образование.
В 1862 году приехал из деревни Николки Шадринского уезда Пермской губернии в село Бродокалмакское того же уезда. Родители его в то время уже умерли. Работал по найму — летом в поле и на покосах, зимой учился пимокатному делу. Женился на Варваре Решетниковой, девушке из семьи среднего достатка. Какое-то время жил в примаках. Молодой семье выделили две десятины земли в пяти километрах от села у тракта на Челябинск. Брагины заняли денег, купили лошадь, телегу, плуг, борону. Вдвоем поднимали целину, корчевали пни, пахали, работали целыми днями.
Первый выдался хороший, намолотили тысячу пудов зерна, продали его, вырученных денег хватило и с долгами рассчитаться, и корову, и всякую живность купить. Зимой Брагин занялся пимокатным делом, работа нелегкая, но прибыльная. За четыре года накопили и построили дом!
С годами хозяйство постепенно росло, у Брагина появилось уже несколько лошадей и коров, он покупал землю, брал в аренду заброшенную. К 1878 году он обрабатывал уже 20 десятин земли. Купил сноповязалку, сеялку, молотилку… В хозяйстве Брагина работало несколько постоянных наемных и 3-4 сезонных работника. В. Е. Брагин, сам поднявшийся из батраков, платил хорошо, на работу к нему нанимались охотно.

Брагин был человек добрый, справедливый. Было много желающих идти к нему на работу. Я тоже несколько лет работала у него. Когда я вышла замуж (тоже за его работника), то Василий Евграфович выделил нам «малку» (малую избу), а когда мы решили уйти от него и жить самостоятельно, то он дал нам избу, лошадь, немного земли… Да и вообще большая часть населения Бродокалмака отзывалась о нём положительно, звали его только Василий Евграфович, не хозяин, не барин. И себя он не считал выше других. Простой был человек. Из воспоминаний Марфы Михайловны Баймаковой.
Хороший доход приносила скупка зерна, закупка на откорм бычков. В торговых рядах на Базарной площади Брагин открыл лавку для продажи валенок, полушубков и пр. В центре села Брагин построил для себя просторный двухэтажный дом.

### Благотворитель
Брагин делал щедрые пожертвования местной церкви, за что и был избран её прихожанами церковным старостой. Его как состоятельного хозяина избирали в Земский совет. При помощи земства Брагин совместно с заведующим школой Григорием Ивановичем Буткиным создал в селе народную библиотеку-чайную. Деньги для приобретения книг, журналов, газет выделяет земская управа, сельскохозяйственное общество, большие суммы жертвует Брагин и другие купцы-благотворители… И сам Брагин, бывая в Челябинске, постоянно привозил оттуда книжные новинки. В. Е. Брагин убеждал крестьян-земледельцев использовать новые крестьянские технологии для получения высоких урожаев, говорил о необходимости улучшать породы скота. Он считал, что только грамотное ведение хозяйства будет приносить доход.
В 1880 году на одном из заседаний земства Брагин заявил, что берется на собственные средства построить в Бродокалмаке новую кирпичную школу. Здание старой школы, существовавшей в Бродокалмаке с 1858 года, было тесно и мало приспособлено. Земство инициативу Брагина одобрило. В 1896 году состоялось открытие новой школы. В. Е. Брагин являлся её попечителем, закупал наглядные пособия, учебники, выделял средства на оплату работы учителей. Когда земство затеяло строительство ещё одного школьного здания, В. Е. Брагин внёс — 30 процентов стоимости.
В 1910 году в Бродокалмак приехала чета молодых учителей Никулиных. Благодаря их энергичным действиям и помощи Буткина и Брагина в Бродокалмаке открывается начальное педагогическое училище, директором которого был назначен Константин Николаевич Никулин. Бродокалмакская волость получила возможность готовить своих учителей начальных школ.
В марте 1914 года при участии В. Е. Брагина в Бродокалмаке была открыта народная библиотека, а через год в ней уже насчитывалось 2500 томов различных книг.

### В Государственной Думе
15 (28) апреля 1906 года В. Е. Брагин был избран в Государственную думу I созыва от общего состава выборщиков Пермского губернского избирательного собрания. Трудовики в своем издании «Работы Первой Государственной Думы» политическую позицию Брагина характеризуют как «Б. пр.». Это означает, что беспартийный Брагин поселился на казенной квартире Михаила Михайловича Ерогина, нанятой на государственные деньги для малоимущих депутатов специально для их обработки в проправительственном духе, и оставался там до конца работы Думы.
Он выступал на одном из заседаний и третьей Думы, где ему была предоставлена возможность выступить как известному земледельцу Зауралья.

### В революцию
В. Е. Брагин не одобрял лозунг «Грабь награбленное». Но, видя, что смуту не унять, Брагин предложил создать и создал совет крестьянских депутатов. Вернувшиеся с фронтов солдаты Брагинский Совет разогнали, а имущество Брагина — землю, дом, скот, ценности — экспроприировали. Но вскоре власть переменилась, вспыхнул чехословацкий мятеж. Есаул Слотин и его казаки изрубили членов исполкома большевистского совета. Брагин этого не одобрил. Он продолжал жить в малой избе. Крестьяне возвращали его добро, но он не брал, выдавал расписку, что дарит им своё имущество. Как-то зашёл к нему Слотин «Я не одобряю большевиков, — сказал ему Брагин, — но и братоубийственную войну не поддерживаю».
При красных Брагин прожил свой последний год.
Василий Евграфович Брагин умер 20 июня 1920 года, его нашли в малой избе на кровати с газетой в руках в селе Бродокалмакском Бродокалмакского сельсовета Бродокалмакской волости Шадринского уезда Екатеринбургской губернии, ныне село Бродокалмак — административный центр Бродокалмакского сельского поселения Красноармейского района Челябинской области.

## Семья
Жена — Варвара, урожденная Решетникова.
Дети — ?